# Автошлях М 30
Автошля́х М 30 (Стрий — Тернопіль — Вінниця — Умань — Кропивницький — Знам'янка — Дніпро — Луганськ — Ізварине (державний кордон з РФ) — автошлях міжнародного значення на території України, утворений 28 квітня 2021 року, внаслідок об'єднання автошляхів М04 та М12. Є найдовшим автошляхом України. На ділянці Стрий — Дебальцеве є частиною європейського маршруту E50. Був утворений до 30-ї річниці незалежності України Також відомий під назвою «Дорога єдності».

## Сучасність
Через російсько-українську війну рух автошляхом залишається частково заблокованим.

## Маршрут
Автошлях проходить через такі міста:
| Автошлях М30              |                        |
| Львівська область         |                        |
| Стрийський район          |                        |
| Стрий                     | М06E50 Н10Т 1409Т 1418 |
| Іванівці                  | Т 1419                 |
| Жидачів                   | Т 1419                 |
| Ходорів                   |                        |
| Івано-Франківська область |                        |
| Івано-Франківський район  |                        |
| Рогатин                   | Н09Т 1417              |
| Тернопільська область     |                        |
| Тернопільський район      |                        |
| Бережани                  | Т 2004Т 2007           |
| Козова                    | Т 2018                 |
| Городище                  | Т 2006                 |
| Тернопіль                 | М19E85 Н02Р41          |
| Смиківці                  | Т 2002                 |
| Кам'янки                  | Т 2019                 |
| Підволочиськ              | Т 2010                 |
| Хмельницька область       |                        |
| Хмельницький район        |                        |
| Т 2320                    |                        |
| Війтівці                  | Р48                    |
| Климківці                 | Т 2302                 |
| Хмельницький              | Н03Т 2305Т 2311        |
| Голосків                  | Т 2310                 |
| Меджибіж                  | Т 2319                 |
| Летичів                   | Т 2318                 |
| Вінницька область         |                        |
| Вінницький район          |                        |
| Т 0610                    |                        |
| Р31Т 0214                 |                        |
| Літин                     |                        |
| Вінниця                   | М21Р33Т 0204           |
| Р17                       |                        |
| Немирів                   | Р08Р36Т 0221           |
| Гайсинський район         |                        |
| Нижча Кропивна            | Т 0234                 |
| Кунка                     | Т 0205                 |
| Гайсин                    | Р33Т 0226              |
| Р54                       |                        |
| Черкаська область         |                        |
| Уманський район           |                        |
| Орадівка                  | Т 2403                 |
| Умань                     | М05E95 Н16             |
| Т 2416                    |                        |
| Кіровоградська область    |                        |
| Голованівський район      |                        |
| Т 1215                    |                        |
| Новоархангельськ          | Т 1214                 |
| Новоукраїнський район     |                        |
| Олександрівка             | Т 2401                 |
| Велика Виска              | Т 1212                 |
| Кропивницький район       |                        |
| Шостаківка                | Т 1202                 |
| Нове                      | Т 1201                 |
| Кропивницький             | М13Н14Н23Т 1205Т 1221  |
| Знам'янка                 | Н01Т 1211Т 1220        |
| Олександрійський район    |                        |
| Олександрія               | М22E584 Т 1215         |
| Дніпропетровська область  |                        |
| Кам'янський район         |                        |
| П'ятихатки                | Р74Т 0419              |
| Т 0415                    |                        |
| Божедарівка               | Т 0432Т 0433           |
| Н11Т 0420                 |                        |
| Світлогірське             | Т 0430Т 0439           |
| Дніпровський район        |                        |
| Миколаївка                | Р80                    |
| Нове                      | Н08Т 0421              |
| Новоолександрівка         | Н08Т 0421              |
| Дніпро                    | Н31Т 0404Т 0405        |
| Підгородне                | О040410                |
| Самарівський район        |                        |
| Самар                     | М18E105                |
| Меліоративне              | Т 0425                 |
| Павлоградський район      |                        |
| Новоолександрівське       | Т 0426                 |
| Павлоград                 | Р51Т 0408Т 0416Т 0422  |
| Синельниківський район    |                        |
| Дмитрівка                 | Т 0427                 |
| Шахтарське                | Т 0431                 |
| Петропавлівка             | Т 0424                 |
| Слов'янка                 | Т 0428                 |
| Донецька область          |                        |
| Покровський район         |                        |
| Покровськ                 | Т 0406Т 0515           |
| Донецький район           |                        |
| Донецьк                   | Н20Т 0505              |
| Ясинувата                 |                        |
| Покровський район         |                        |
| Горлівський район         |                        |
| Пантелеймонівка           | Т 0520                 |
| Єнакієве                  |                        |
| Вуглегірськ               |                        |
| Дебальцеве                | М03E50                 |
| Луганська область         |                        |
| Алчевський район          |                        |
| Кипуче                    |                        |
| Алчевськ                  |                        |
| Михайлівка                | Н32Т 1315              |
| Луганський район          |                        |
| Луганськ                  | Н21Р22Р66Т 1301        |
| Отаманівка                |                        |
| Суходільськ               |                        |
| Сорокине                  |                        |
| Довжанський район         |                        |
| Ізварине                  |                        |

## Галерея

### 2013-2021 рік

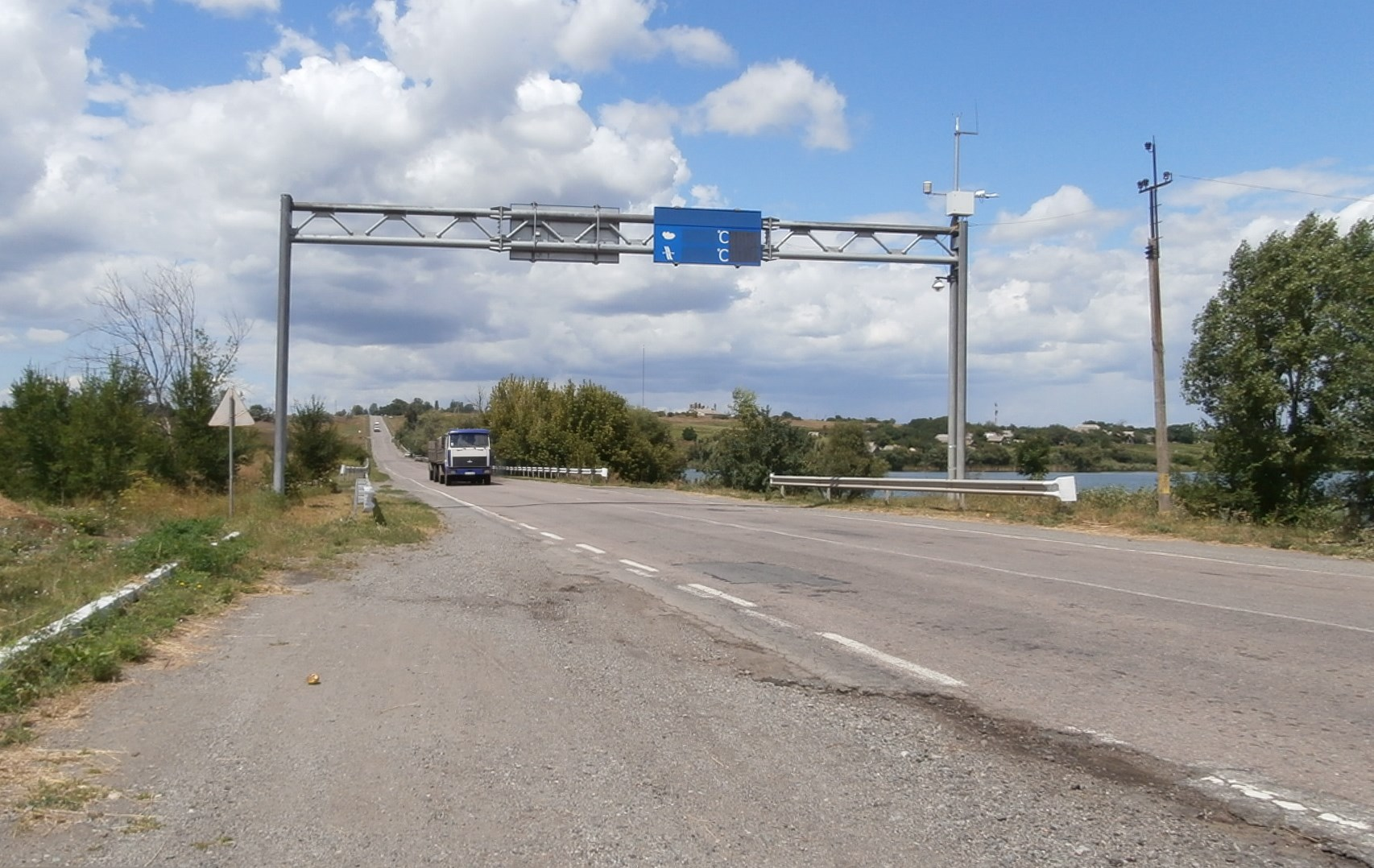
Автошлях біля П'ятихаток Дніпропетровської області у липні 2013 року
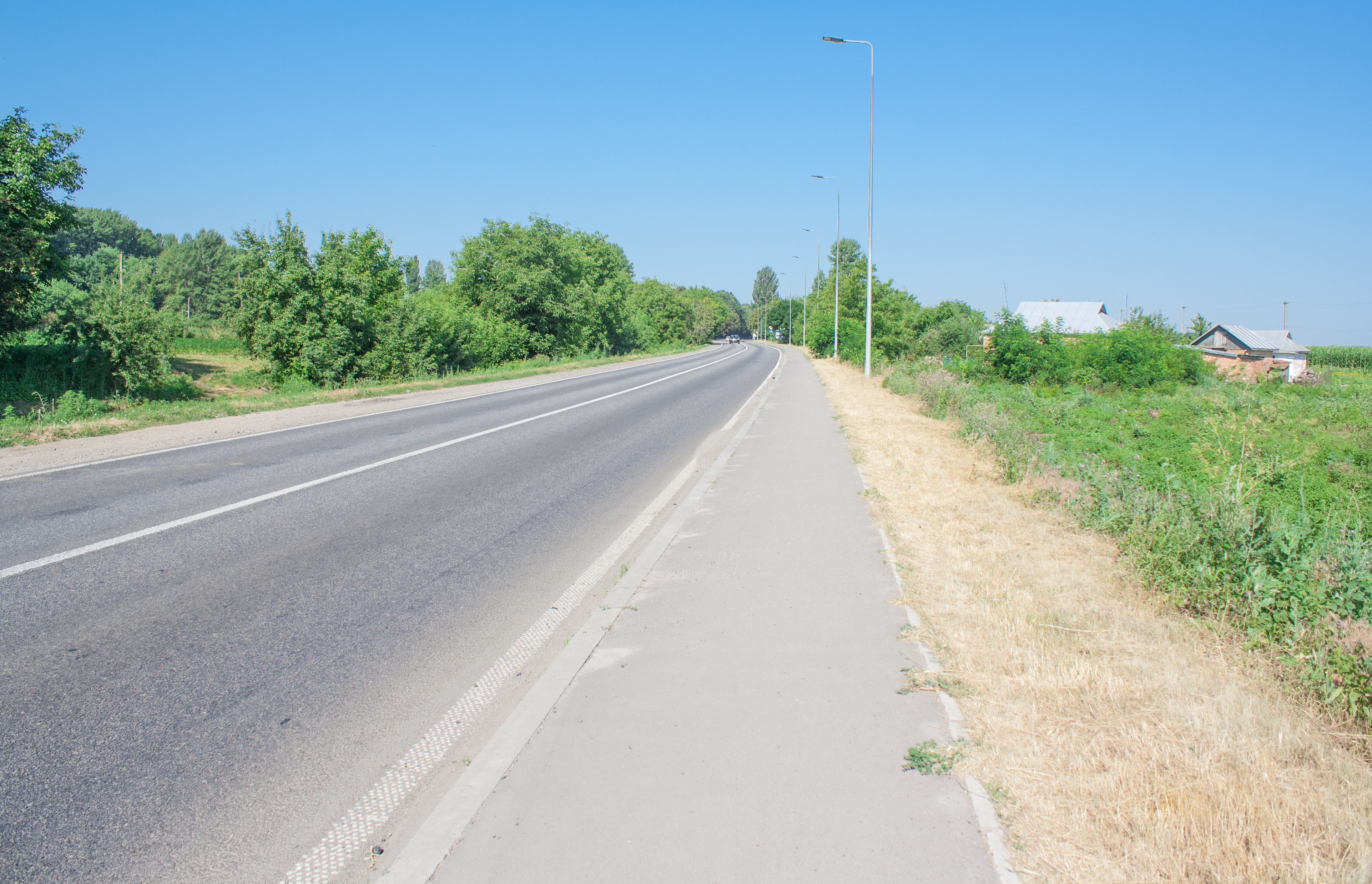
Автошлях в селі Краснопілка
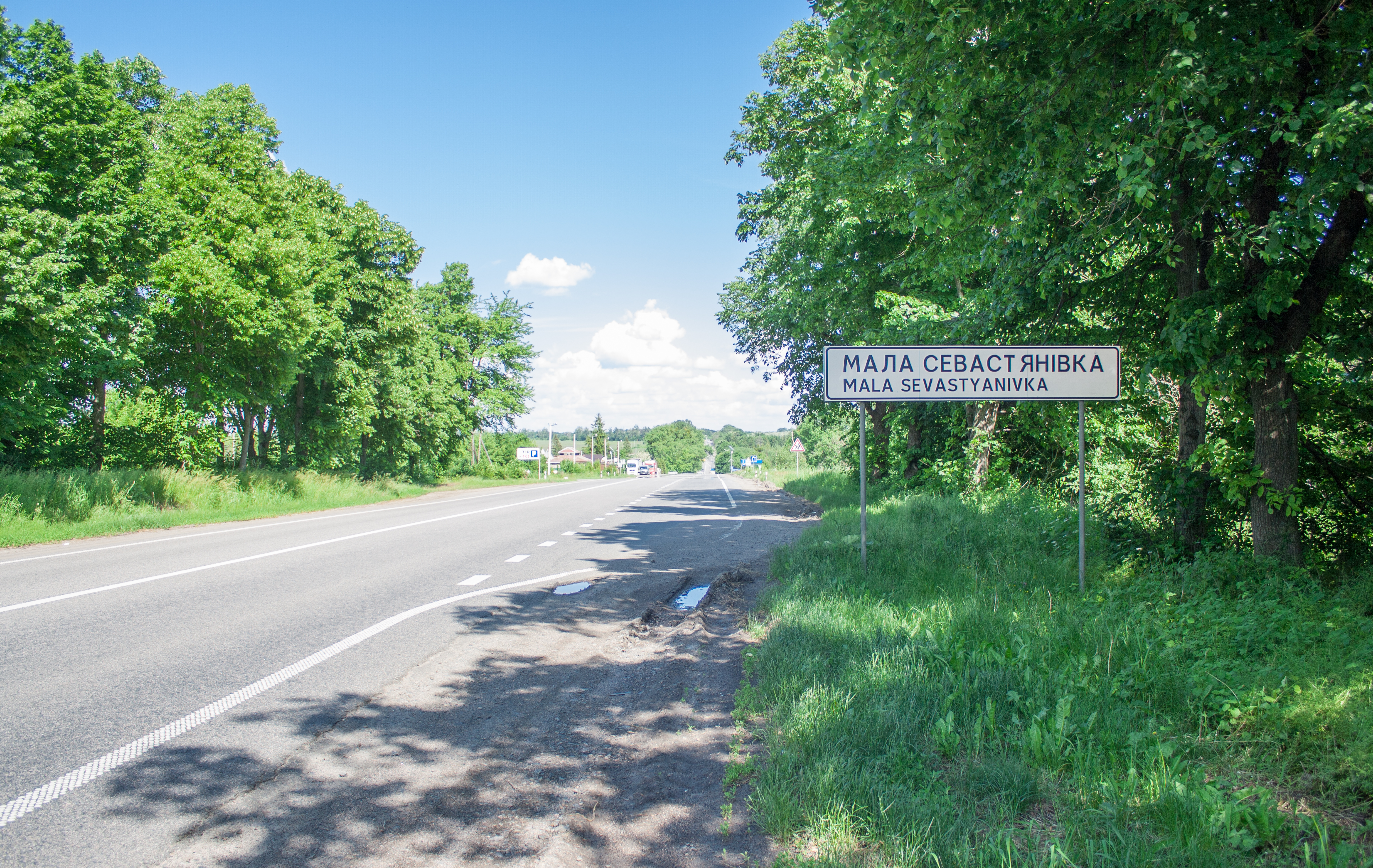
Автошлях при в'їзді у село Мала Севастянівка у червні 2021 року
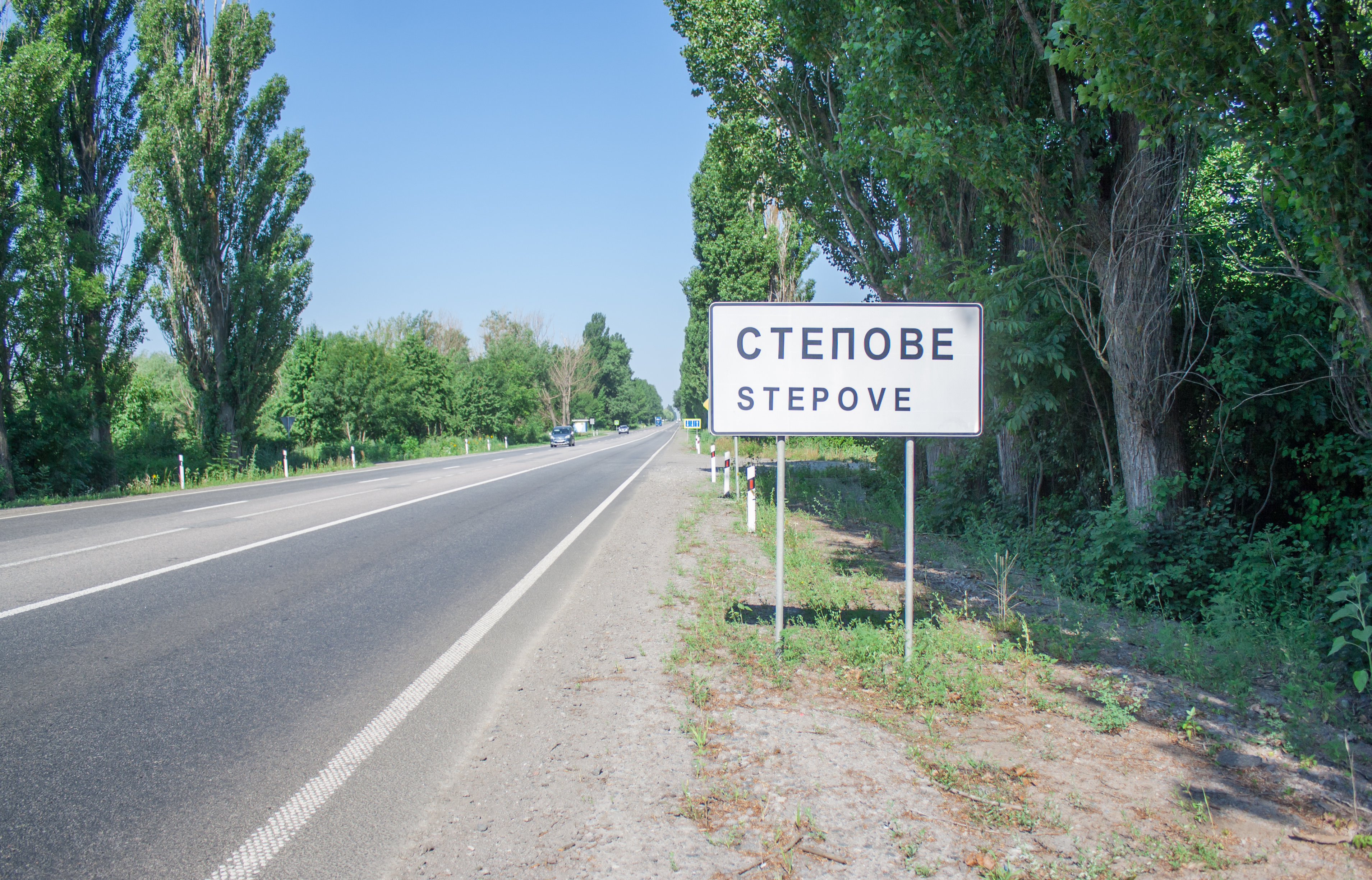
Автошлях при в'їзді у село Степове
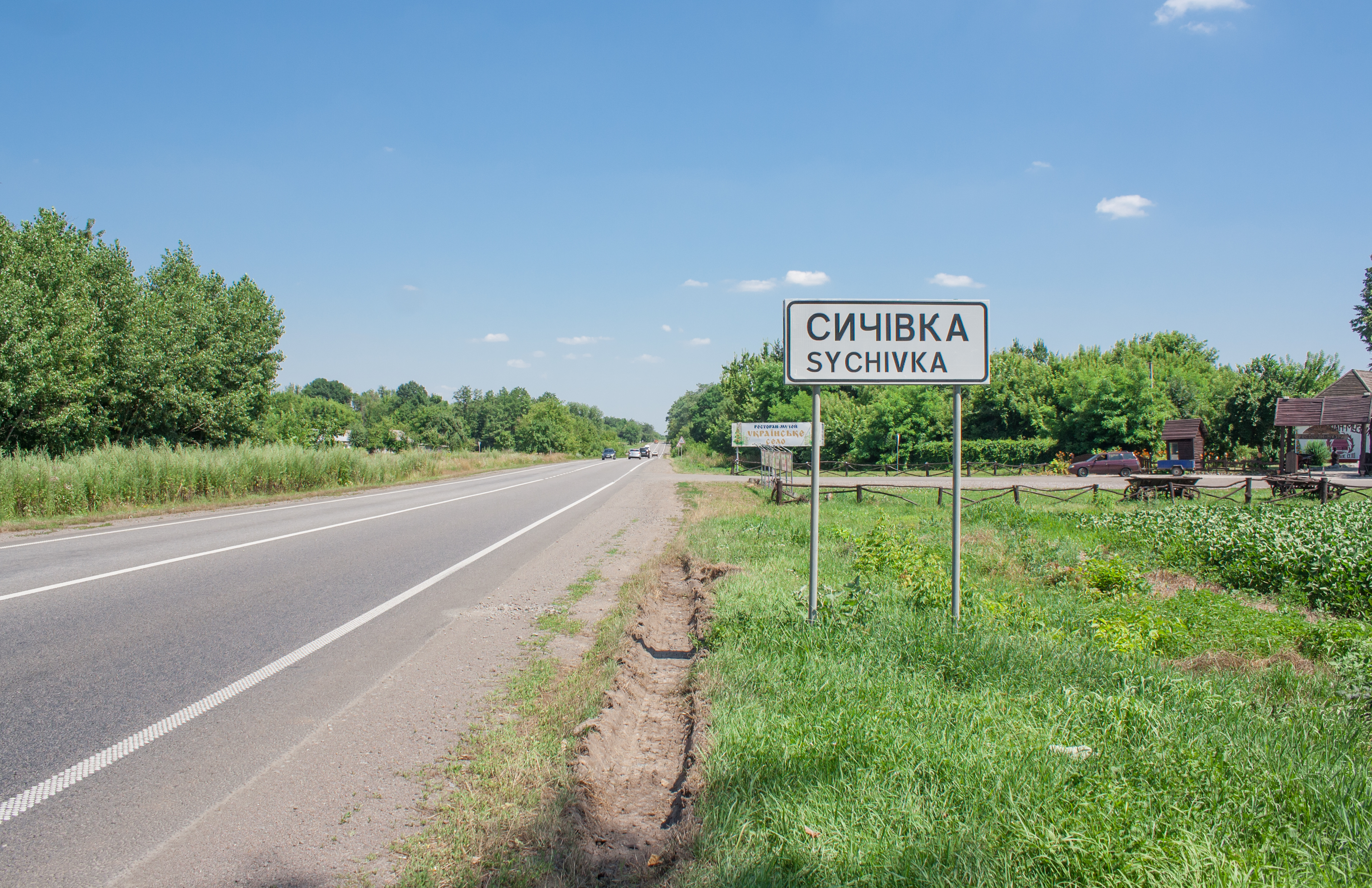
Автошлях при в'їзді у село Сичівка
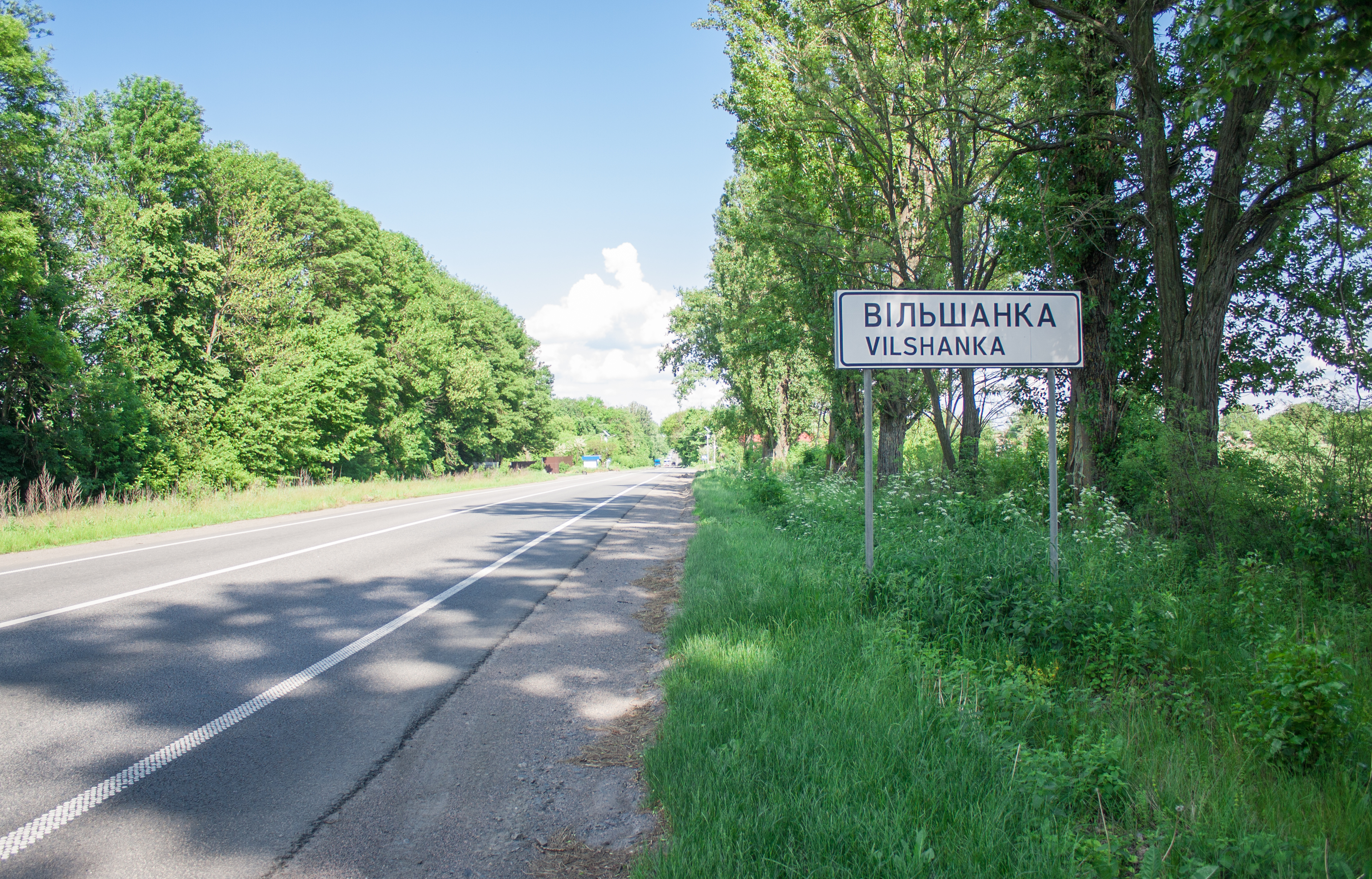
Автошлях при в'їзді у село Вільшанка

### 2025 рік

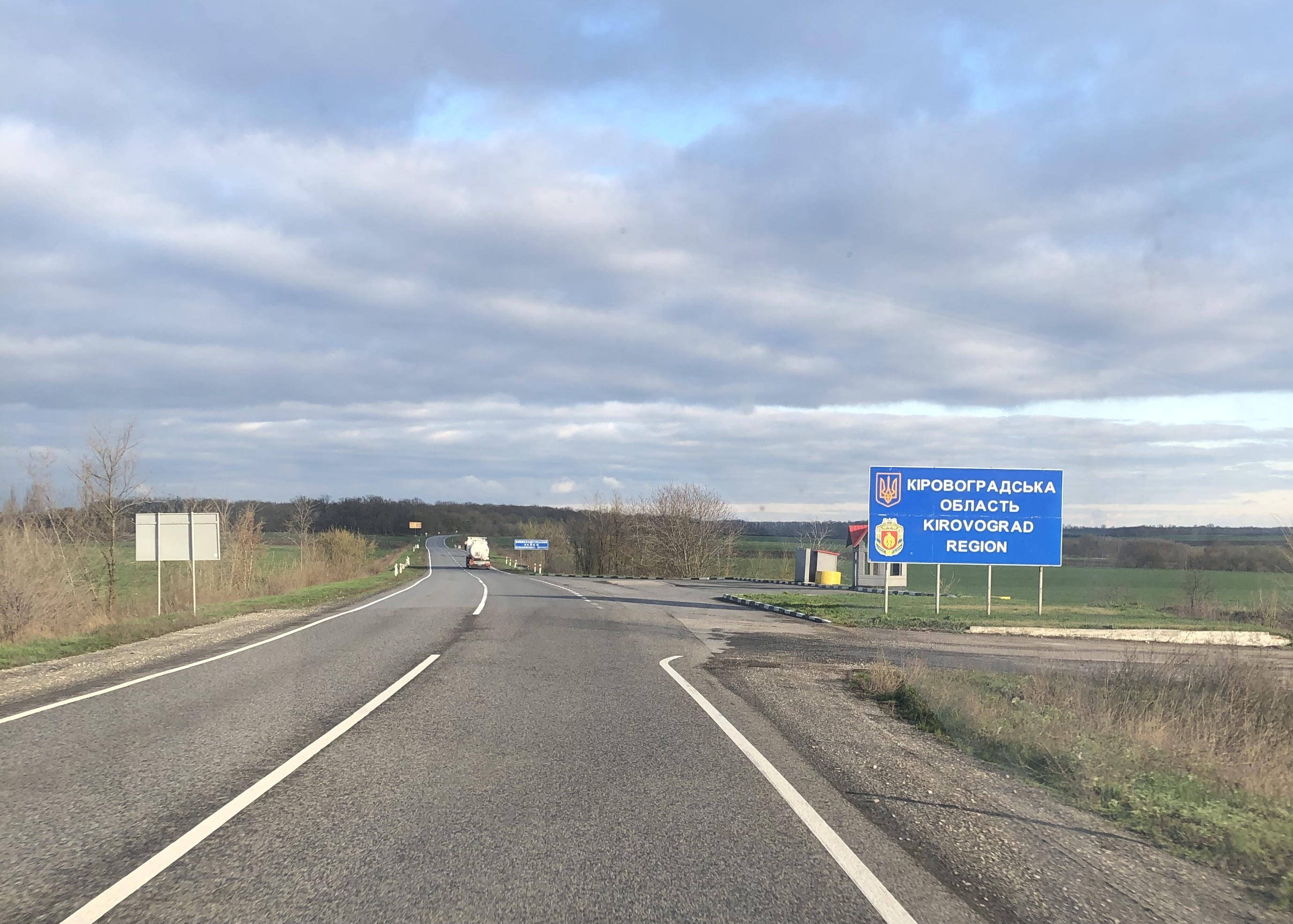
Автошлях на в'їзді у Кіровоградську область у квітні 2025 року
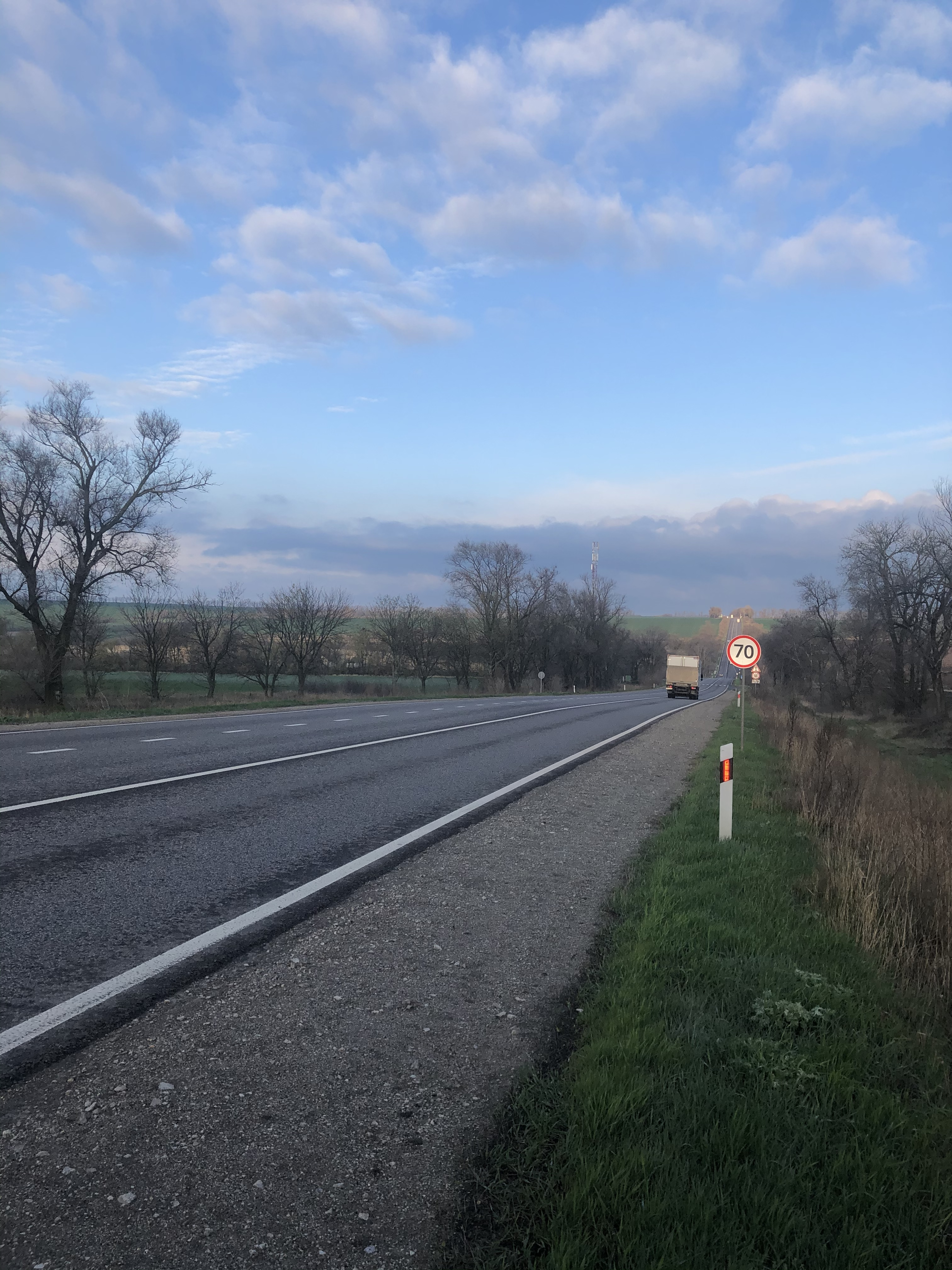
Автошлях біля села Привілля Дніпропетровської області у квітні 2025 року

</gallery>